# Marc Augier
Marc Augier, alias: Saint-Loup (19 de marzo de 1908, Burdeos, Francia - Francia, París 16 de diciembre de 1990) fue un escritor francés inicialmente cercano al anticapitalismo, el primitivismo y el socialismo, ideas que luego mezcló con el nacionalismo fascista. Formó parte de las Waffen SS hasta que el antisocialismo del Tercer Reich lo alejó del nazismo. En 1945 escapó a Argentina en donde trabajó para el Ejército de Argentina, asesoró al presidente Juan Domingo Perón y fue instructor de montañismo de su esposa Evita. Continuó escribiendo para medios de extrema derecha que promovían el paganismo, el ecologismo y el racismo.

## Biografía

### Primeros años
La primera participación política directa de Augier comenzó en el Partido Republicano-Socialista, aunque el foco principal de sus energías juveniles fue el Centre laïc des auberges, un grupo no político central para el desarrollo de albergues juveniles en Francia. Aunque su líder Jean Giono no era fascista, fue la fascinación de Augier con el primitivismo de Giono lo que finalmente llevó al joven Augier a adoptar esa ideología. También fue partidario del paganismo contra la "decadencia" cristiana. 

### Colaboración
Augier formó su propio grupo, Les Jeunes de l'Europe Nouvelle, en 1941, que atrajo a 4000 miembros y se afilió a la Groupe Collaboration. Se asoció con el nacionalista bretón Alphonse de Chateaubriant, una figura destacada del Groupe, y fue durante un tiempo gerente de negocios de su diario La Gerbe. 
Augier luego se unió al buró político del Partido Popular Francés (PPF) de Jacques Doriot. Se alistó en la Legión de Voluntarios Franceses Contra el Bolchevismo (LVF) y sirvió en el Frente Oriental al tiempo que lanzó y editó el periódico del grupo Le Combattant Européen. Sirvió tanto en el LVF como en el francés Waffen-SS como corresponsal de guerra. También fue responsable del órgano oficial de las Waffen-SS francesas, Devenir. Sin embargo, Augier, que aún apoyaba el socialismo económico y esperaba que el nacionalsocialismo tomara en serio la parte del "socialismo" de su nombre, se desilusionó por la clara falta de anticapitalismo entre los hombres de las SS con quienes sirvió. 

### Escritos en la posguerra
En 1945 pasó a la clandestinidad y publicó Face Nord ("Cara Norte") bajo el seudónimo M-A de Saint-Loup para pagar su pasaje a Argentina. El libro tuvo cierto éxito en Francia. En Argentina actuó como asesor técnico de Juan Domingo Perón y también se alistó en el Ejército Argentino, alcanzando el rango de teniente coronel. También actuó como instructor de esquí de Eva Perón.
Fue indultado y regresó a Francia en 1953. Una vez en Francia, publicó La Nuit commence au Cap Horn ("La noche comienza en Cap Horn") como Saint-Loup. Pudo haber ganado el prestigioso Premio Goncourt por el libro, pero Le Figaro Littéraire expuso a Augier como el verdadero autor. De todo el jurado, solo Colette se negó a retractarse de su voto por Saint-Loup durante el alboroto que siguió.
Saint-Loup continuó trabajando como autor y periodista, escribiendo varios libros sobre la LVF (Les Volontaires ; "Los Voluntarios") y los colaboracionistas franceses (Les Hérétiques; "Los Heréticos", Les Nostalgiques; "Los Nostálgicos") y belgas. Waffen-SS (Les SS de la Toison d'or; "Las SS del Toisón de Oro"). Su escritura estuvo marcada por una búsqueda de aventura, el deseo de superarse a sí mismo y una antipatía hacia la filosofía cristiana. Era un apologista de los voluntarios extranjeros de las SS con quienes había servido. Publicó varios trabajos sobre movimientos regionalistas y sobre la lucha del hombre para sobrevivir en ambientes salvajes. También le fascinaban los automóviles y el transporte motorizado, escribiendo biografías de Louis Renault y Marius Berliet. Su última novela, La République du Mont-Blanc ("La República de Mont-Blanc"), trataba sobre la supervivencia de una pequeña comunidad de Saboya que se refugió en la montaña para "escapar del mestizaje y la decadencia". 
Saint-Loup influyó en ciertos autores neopaganos y de extrema derecha como Pierre Vial y Jean Mabire.

### Últimos años
Más tarde regresaría a Francia, donde trabajó en estrecha colaboración con René Binet, mientras también actuaba como presidente del Comité Francia-Rodesia de Dominique Venner. Fue presentado en gran medida en las revistas de extrema derecha de Francia hasta su muerte.